# تلويث السفن

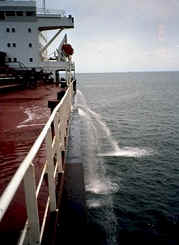
نموذج لتلويث السفن

تلويث السفن هو تلوث الماء والهواء عن طريق الشحن البحري، وهي المشكلة التي تتسارع بشكل مطّرد نتيجة لتطور حركة التجارة والعولمة، مما يشكل تهديدًا متزايدًا للمحيطات والممرات المائية. فمثلاً من المتوقع أن حركة الشحن من وإلى الولايات المتحدة الأمريكية سترتفع بنسبة 50% إلى 250% بحلول عام 2050 إذا لم يتخذ أي إجراء. ونظرًا لزيادة حركة الملاحة البحرية، فقد أصبح التلوث الناجم عن السفن يؤثر تأثيرًا مباشرًا على المناطق الساحلية، وعلى التنوع البيولوجي والمناخ والغذاء والصحة البشرية، ولكن تأثيرها على البشر والعالم هو مثار الجدل، ومحور النقاشات الدولية الساخنة على مدى السنوات الـ 30 الماضية.

### غازات العادم

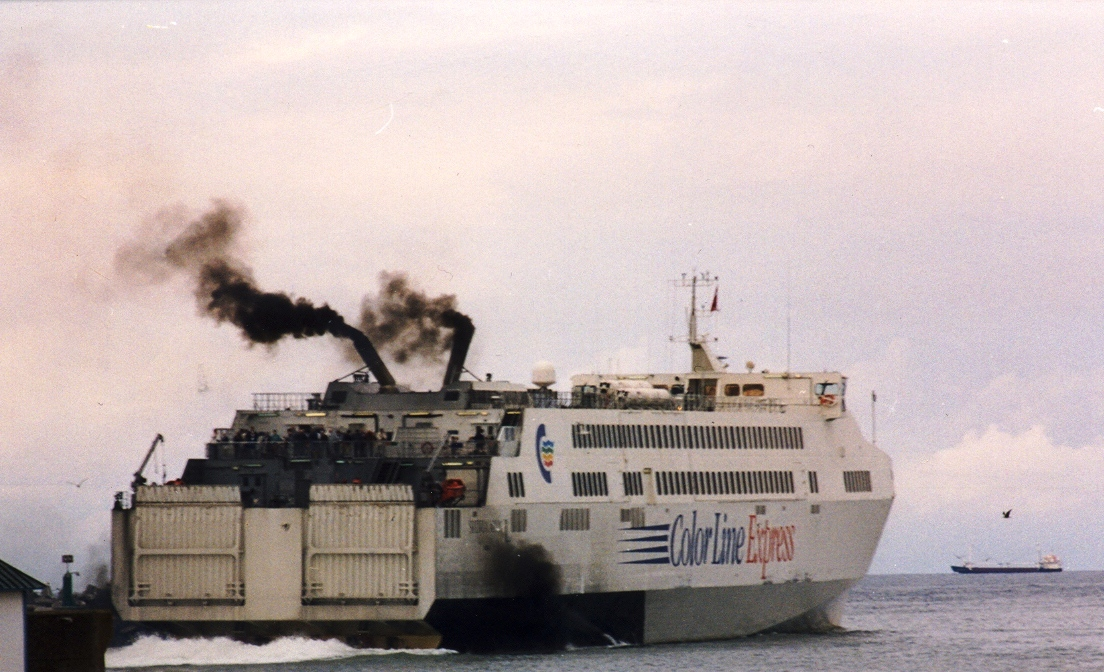
سفينة تنفث عوادمها في الهواء

### تسرب النفط

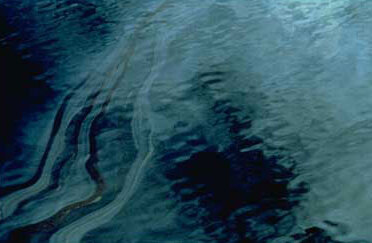
تسرب زيتي من ناقلة نفط

### الضجيج

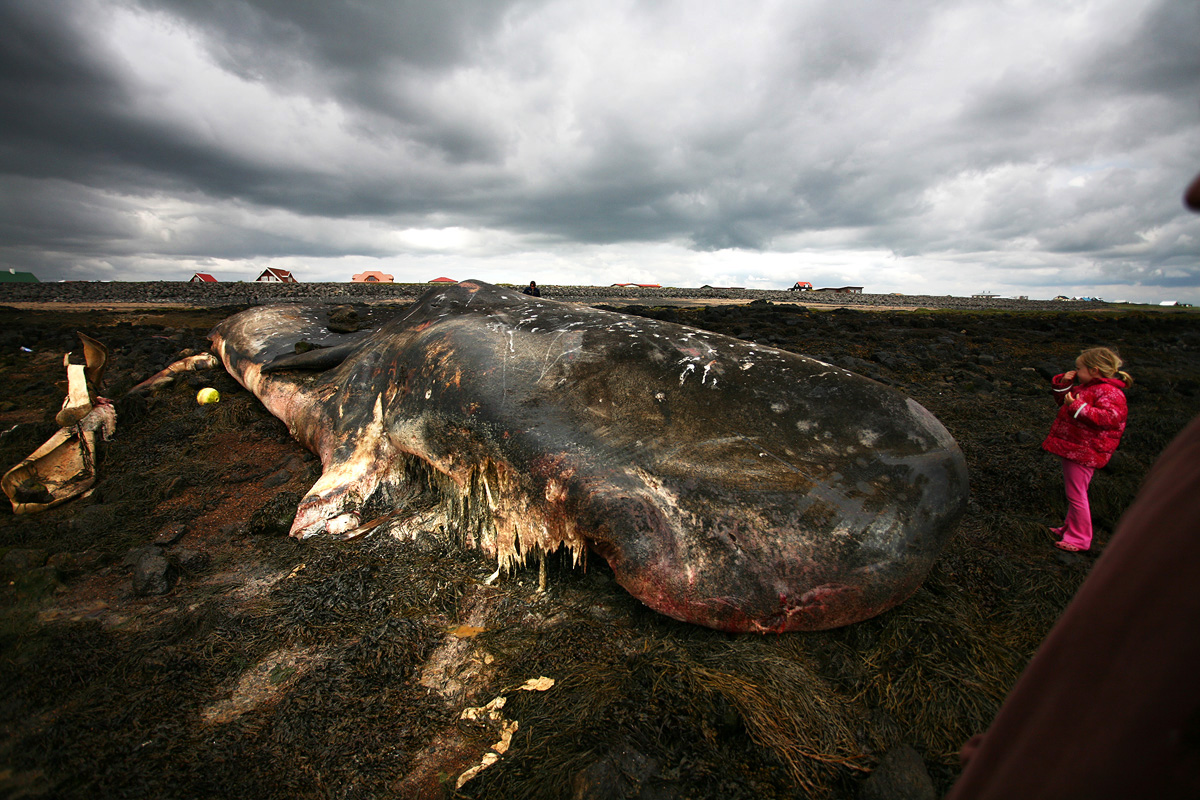
نفوق الحيتان

### المخلفات الصلبة

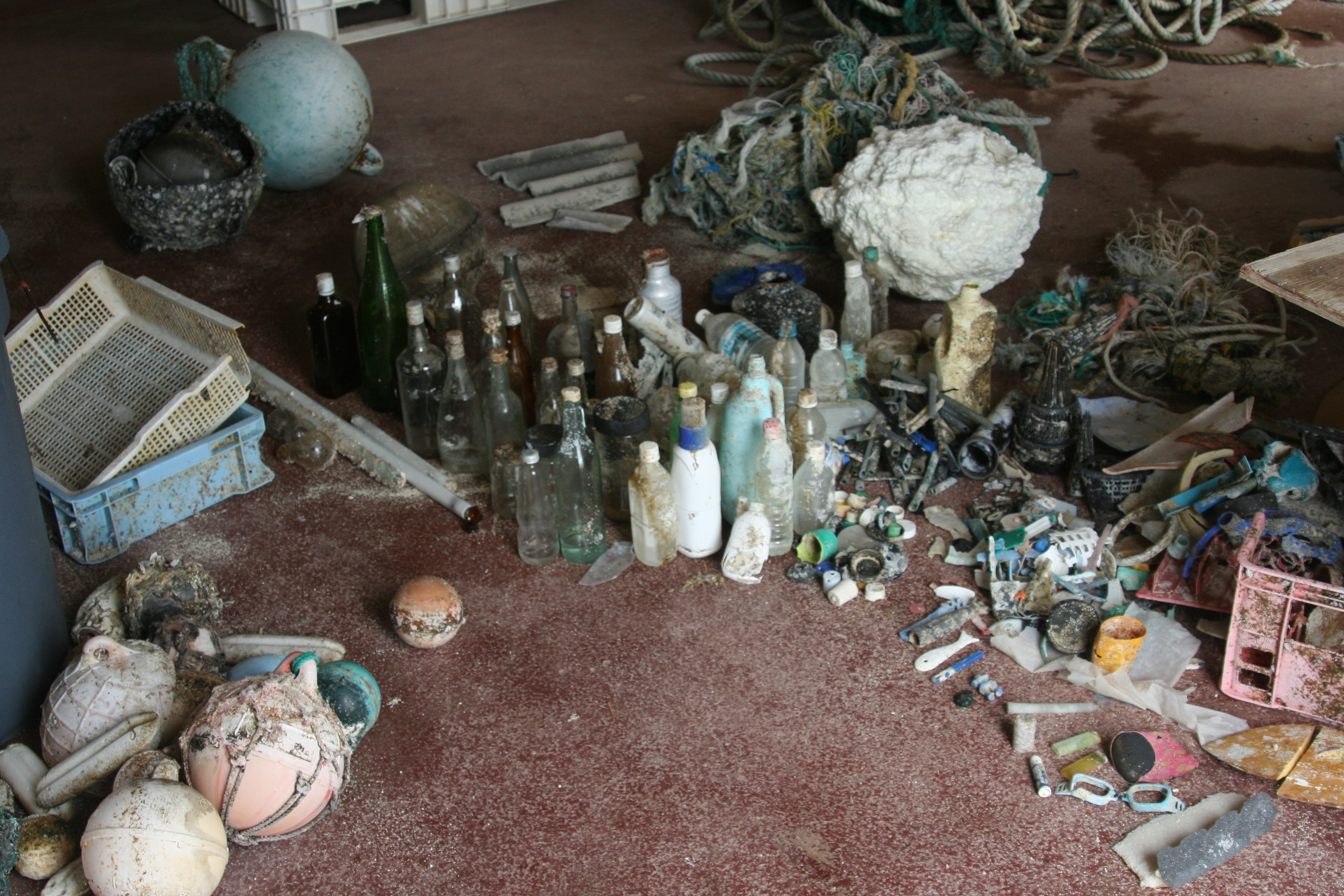
جمع نفايات بحرية من شاطئ في جزيرة فرنسية واستغرق الاستخراج أكثر من شهر.

### السفن السياحية

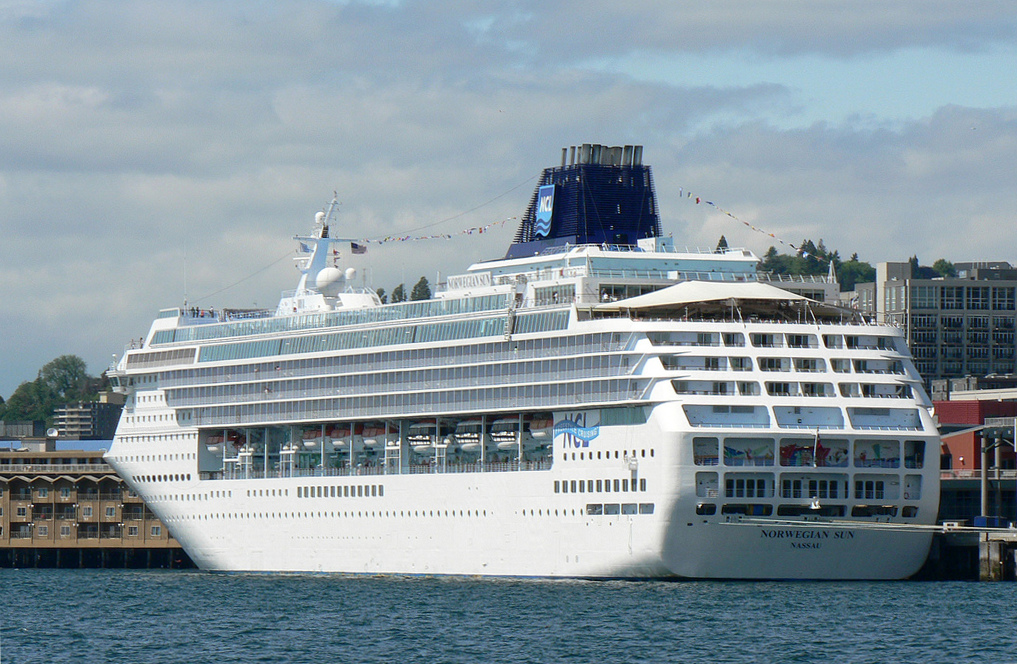
السفن السياحية تبدو كمدينة عائمة